# Дове, Луи Никола де
Луи Никола Дове, маркиз де Дове-Меневиль (фр. Louis Nicolas Dauvet, marquis de Dauvet-Mainneville; 1717—1781) — французский генерал.

## Биография
Старший сын бригадира Луи Бенуа Дове, маркиза де Меневиля, и Мари Магон-де-Ла-Жервезе. Маркиз де Дове-Меневиль и владелец других земель в Нормандском Вексене.
На службу поступил в 1730 мушкетером. С 1 января 1734 знаменосец роты Орлеанских жандармов, с чином подполковника кавалерии. С 25 марта первый корнет Анжуйских шеволежеров; в том же году участвовал в атаке Этлингенских линий и осаде Филиппсбурга. В 1735 был в деле под Клаузеном.
С 16 апреля 1738 младший лейтенант Беррийских шеволежеров с чином командира кавалерийского полка.

### Война за Австрийское наследство
В августе 1741 направлен в Вестфалию, в августе 1742 — на границу Богемии; в декабре участвовал в оказании помощи Браунау.
С июля 1743 находился в Рейнской армии, участвовал в отвоевании Висамбура и линии Лаутера, в деле под Аугенумом, в осаде Фрайбурга в 1744.
14 декабря 1744 произведен в капитан-лейтенанты роты Орлеанских жандармов
В 1745 командовал этой ротой в битве при Фонтенуа, осадах города и цитадели Турне, и Дендермонде. 16 августа произведен в бригадиры (приказ от 1 мая); в этом чине участвовал в осаде Ата.
Принимал участие в осадах Монса и Шарлеруа, и битве при Року в 1746, и в битве при Лауфельде в 1747.
С 1 января 1748 капитан-лейтенант роты жандармов Англуа, участвовал в осаде Маастрихта. 10 мая произведен в лагерные маршалы, получил этот приказ в декабре, после чего оставил свою роту.

### Семилетняя война
1 марта 1757 направлен в Германскую армию; 3 июля овладел Эмденом, взяв в плен гарнизон и получив заложников, и наложил контрибуцию на всю Остфрисландию. В декабре был послан атаковать пригород Люнебурга, но неприятель бежал еще до появления французов. В 1758 сражался при Крефельде, и провел зиму во Франкфурте.
В апреле 1759 с отрядами легкой кавалерии прошел до Франкенау в Гессене; после битвы при Бергене командовал группой войск в Веттерау, и оккупировал Нойкирхен, Херборн, Хаген, Зиген и Хагенбург, где распоряжался до начала кампании.
Участвовал в блокаде Липстата, которую пришлось снять после поражения при Миндене. Отступил на Нижний Рейн под начало маркиза д'Армантьера, с которым выступил на помощь Мюнстеру, заставив противника снять осаду. 2 октября ввел в город значительный конвой. В ноябре снова выступил на помощь городу, но не решился атаковать противника, занимавшего сильную и хорошо укрепленную позицию.
17 декабря 1759 произведен в лейтенант-генералы, в январе 1760 овладел Дилленбургом. В июле участвовал в сражении при Корбахе, в октябре — при Клостер Кампене.
20 февраля 1761 пожалован в командоры ордена Святого Людовика.
1 мая 1761 направлен в армию Верхнего Рейна, участвовал в сражении при Филингхаузене.
28 октября 1774 награждён Большим крестом ордена Святого Людовика.

## Семья
Жена (16.05.1754): Мари-Анжелика Грулар де Божефруа, дочь Гийома Грулара, маркиза де Божефруа, и Мари де Сюбле де Нуайе
Дети:
- Луи Габриель Бенуа Дове
- Габриель Никола Дове (1751—1819), маркиз де Дове-Меневиль. Жена (1801): Мари Франсуаз де Вашон де Бельмон де Бриансон
- Адриен Луи Никола Дове, рыцарь Мальтийского ордена